# Dermanura
Dermanura – rodzaj ssaków z podrodziny owocnikowców (Stenodermatinae) w obrębie rodziny liścionosowatych (Phyllostomidae).

## Rozmieszczenie geograficzne
Rodzaj obejmuje gatunki występujące w Ameryce.

## Morfologia
Długość ciała 4,2–7,5 cm, długość przedramienia 3,4–4,9 cm; masa ciała 8–33 g.

## Systematyka
Rodzaj zdefiniował w 1856 roku francuski paleontolog i entomolog Paul Gervais w rozdziale Dokumenty zoologiczne do monografii południowoamerykańskich nietoperzy w publikacji pod redakcją François-Louisa Laporte’a o tytule Wyprawa do środkowej części Ameryki Południowej: z Rio de Janeiro do Limy i z Limy do Pary. Gatunkiem typowym jest (oznaczenie monotypowe) owocowciec szary (D. cinerea).

### Etymologia
Dermanura (Desmanura): gr. δερμα derma, δερματος dermatos ‘skóra’; negatywny przedrostek α a; ουρα oura ‘ogon’.

### Podział systematyczny
W niektórych ujęciach systematycznych rodzaj ten jest traktowany jako podrodzaj w obrębie Artibeus. Do rodzaju należą następujące gatunki:
- Dermanura rosenbergii (O. Thomas, 1897) – owocowiec pacyficzny
- Dermanura watsoni (O. Thomas, 1901) – owocowiec namiotowy
- Dermanura tolteca (de Saussure, 1860) – owocowiec toltecki
- Dermanura phaeotis G.S. Miller, 1902 – owocowiec karłowaty
- Dermanura cinerea P. Gervais, 1856 – owocowiec szary
- Dermanura anderseni (Osgood, 1916) – owocowiec podliściowy
- Dermanura rava G.S. Miller, 1902
- Dermanura azteca (Andersen, 1906) – owocowiec aztecki
- Dermanura bogotensis (Andersen, 1906)
- Dermanura glauca (O. Thomas, 1893) – owocowiec srebrzysty
- Dermanura gnomus (Handley, 1987) – owocowiec skrzaci